# Вацлав Радзишевський
Вацлав Радзишевський (пол. Wacław Radziszewski, нар. 15 травня 1898 у Руди Гузовської — пом. 16-19 квітня 1940 у Катині) — польський військовик.
З 1916 року перебував у підпільній польській військовій організації (POW) під псевдонімом Радван. 1918 року брав участь у роззброєнні німецьких військ у Варшаві. У листопаді добровольцем вступив у польську армію. Закінчивши піхотне училище у Варшаві, 1 липня 1919 року отримав звання підпоручика.
В ході радянсько-польської війни Вацлав Радзишевський був нагороджений орденом Virtuti Militari. У поданні на нагороду записано: «… У критичні дні оборони Замостя (31.08) підпоручик Радзишевський проявив особисту мужність і холоднокровність … надав приклад своїм підлеглим …».
1922 року Радзишевський був переведений в резерв і як військовий поселенець оселився поблизу міста Кобринь. Тут він був командиром Добровільної пожежної бригади. 1924 року Радзишевський як поручик продовжив військову кар'єру у 82-у піхотному полку. 1932 року був відряджений комендантом округа в Пружани. 1 січня 1934 року отримав звання капітана. 1936 року Вацлав Радзишевський повернувся до 82-го піхотного полку і був призначений комендантом школи унтер-офіцерів, а потім командиром роти.
У вересні 1939 року капітан Радзишевський як командир батальйону брав участь в обороні Берестейської фортеці спочатку від німецької, а потім радянської армії.
1939 року Радзишевський заарештований НКВС. Останній раз його ім'я згадується навесні 1940 року в документах на переведення з Козельського табору НКВС до Смоленська. Ймовірно, Вацлав Радзишевський загинув або в Катині, або в одному з таборів ГУЛАГу.
5 жовтня 2007 року тогочасний міністр оборони Александер Щиґло посмертно присвоїв йому звання майора. Вона була оголошена 9 листопада 2007 року в Варшаві під час церемонії «Ми пам'ятаємо Катинь — відзначимо пам'ять героїв».

## Ордени та відзнаки
- Срібний хрест ордену Virtuti Militari[1] (за польсько-більшовицьку війну, номер 1139[5])
- Медаль Незалежності — 23 грудня 1933 «за працю в справі відновлення незалежності»[6][7]
- Срібний хрест Заслуги, вдруге — 1938 «за заслуги в службі охорони кордону»[8]
- Срібний хрест Заслуги, вперше
- Пам'ятна медаль учаснику війни 1918-1921 років
- Медаль «Десятиліття здобутої незалежності»